# 王锐 (1963年10月)
王锐（1963年10月—），男，汉族，中共党员，内蒙古呼和浩特人，中华人民共和国政治人物。

## 生平
曾任甘肃省商务厅厅长，2011年9月，他外放天水，出任中共天水市委副书记、市长。2013年升任中共天水市委书记，期间当选为中共十九大代表。
2018年，王锐首次当选为甘肃省政协副主席，并于2023年1月18日连任。